# Parcém
Parcém é uma vila no distrito de Goa Norte, no estado indiano de Goa.

## Demografia
Segundo o censo de 2001, Parcém tinha uma população de 4320 habitantes. Os indivíduos do sexo masculino constituem 51% da população e os do sexo feminino 49%. Parcém tem uma taxa de literacia de 74%, superior à média nacional de 59,5%: a literacia no sexo masculino é de 81% e no sexo feminino é de 66%. Em Parcém, 10% da população está abaixo dos 6 anos de idade.